# Barrio del CBTA
Barrio del CBTA är en ort i Mexiko.   Den ligger i kommunen Santiago Pinotepa Nacional och delstaten Oaxaca, i den sydöstra delen av landet, 400 km söder om huvudstaden Mexico City. Barrio del CBTA ligger 214 meter över havet och antalet invånare är 101.
Terrängen runt Barrio del CBTA är platt åt sydväst, men åt nordost är den kuperad. Terrängen runt Barrio del CBTA sluttar söderut. Runt Barrio del CBTA är det ganska tätbefolkat, med 83 invånare per kvadratkilometer. Närmaste större samhälle är Santiago Pinotepa Nacional, 1,6 km sydväst om Barrio del CBTA. Omgivningarna runt Barrio del CBTA är en mosaik av jordbruksmark och naturlig växtlighet.